# Billet de 50 francs congolais
Recto
Verso
Chronologie
Billet 20FC Billet 100FC
Le billet de 50 francs congolais est une coupure de la monnaie officielle de la République démocratique du Congo, le franc congolais (CDF). Introduit dans le système monétaire congolais, ce billet représente une des plus petites valeurs nominales en circulation et joue un rôle essentiel dans les transactions de faible montant dans le pays. Et on l’utilise jusqu’aujourd’hui. 

## Historique
Le franc congolais a été introduit pour remplacer le zaïre en 1998, après la chute du régime de Mobutu Sese Seko et les bouleversements économiques qui ont suivi. La Banque centrale du Congo (BCC) est responsable de l'émission et de la gestion de la monnaie congolaise, incluant les billets de faible valeur, comme celui de 50 francs. Le billet de 50 francs a été conçu pour répondre aux besoins des petites transactions, dans un contexte où les billets de plus grande valeur sont plus fréquemment utilisés pour des achats plus conséquents,.

## Caractéristiques
Le billet de 50 francs congolais est facilement identifiable par sa couleur et ses motifs distinctifs, qui reflètent le patrimoine culturel et l’histoire de la République démocratique du Congo. Il arbore des images symboliques de la faune, de la flore ou des éléments culturels congolais, visant à promouvoir l’identité nationale. En général, ce billet est imprimé en petites dimensions, en comparaison avec les coupures de valeur supérieure, et se distingue par des couleurs vives,.

## Utilisation et valeur
La valeur du billet de 50 francs congolais reste modeste par rapport aux autres coupures, mais il est couramment utilisé pour des transactions quotidiennes, notamment dans les zones rurales et pour des achats de produits ou services de faible valeur. Cependant, avec la dépréciation du franc congolais et l'inflation qui touche régulièrement le pays, la valeur d’achat de ce billet a significativement diminué au fil des ans, .

### Disparition en cours
Le billet de 50 francs congolais est actuellement en voie de disparition. En raison de la faiblesse de sa valeur nominale et des coûts élevés associés à sa production et sa distribution, la Banque centrale du Congo envisage de retirer progressivement cette coupure de la circulation. Ce retrait s’inscrit dans une tendance observée dans de nombreux pays, où les coupures de faible valeur sont souvent remplacées par des pièces métalliques ou supprimées du système monétaire.
Ainsi, le billet de 50 francs congolais pourrait devenir, dans un avenir proche, une pièce de collection, marquant une étape de l’histoire monétaire de la République démocratique du Congo.